# Fritz the Cat
Fritz the Cat ist ein zwischen 1965 und 1972 erschienener Comicstrip von Robert Crumb und eine seiner bekanntesten Comicfiguren. Im Zentrum steht der arbeitsscheue, sex- und drogenaffine Kater Fritz, der sich durch aufgeregte Episoden diverser Art kämpft. Er wird beispielsweise von den Unannehmlichkeiten des Berühmtseins geplagt und von seiner Frau wegen seiner Faulheit ausquartiert. Schließlich heuert ihn eine extremistische Terrorgruppe als Bombenleger an. 

## Entstehung und Veröffentlichungsgeschichte
Robert Crumb schuf die Figur 1959 im selbstgemachten Comic Cat Life nach dem Vorbild der Katze seiner Familie. 1960 kam er in Crumbs Robin Hood und schließlich in den 1960er Jahren in den Animal Town-Strips der Gebrüder Crumb vor. Die erste Veröffentlichung eines Fritz-Comicstrips war 1965 im Help!, ein weiterer folgte im gleichen Jahr. 1968 erschienen weitere Strips in Cavalier und Head Comix, 1972 im The People's Comics. Da Robert Crumb aber mit der im gleichen Jahr herausgekommenen Verfilmung sehr unzufrieden war, beendete
er die Serie, indem er ein frustriertes Starlet den mittlerweile zum Filmproduzenten gewordenen Fritz erschlagen lässt. 1978 erschien schließlich bei Bélier Press der Sammelband The Complete Fritz the Cat. 1993 erschien mit The Life & Death of Fritz the Cat bei Fantagraphics Books eine weitere, noch umfangreichere Sammlung aller Fritz the Cat-Comics. Auch in anderen Werken Crumbs tritt die Figur Fritz oder andere Figuren aus dessen Erzählungen auf.

## Verfilmung
Der Comic wurde 1972 von Ralph Bakshi und Steve Krantz im Animationsfilm Fritz the Cat umgesetzt. Bakshi schrieb auch das Drehbuch. Es war der erste Trickfilm, der in den USA erst ab 18 zugelassen war. Robert Crumb hat sich von dieser Umsetzung distanziert. Um eine weitere Verwertung gegen seinen Willen zu verhindern, ließ er Fritz in einem Comic Opfer eines Mordanschlages werden, wobei er von einer Straußendame mit einem Eispickel ermordet wird.

## Rezeption
Der Comic war eine Inspiration für den Zeichner Ralf König: „Ich war als Teenager auf dem Dorf in Ostwestfalen beeindruckt von den amerikanischen Underground-Comics, Robert Crumbs Fritz the Cat und so. Sowas wollte ich auch machen, Comics für Erwachsene.“